# Dactyliandra welwitschii
Dactyliandra — рід квіткових рослин родини гарбузових.
Його рідний ареал — від Анголи до Намібії.
Види:
- Dactyliandra welwitschii Hook.f.